# Сріблянка (притока Айдару)
Сріблянка (рос. Серебрянка) — річка в Росії у Ровенському районі Бєлгородської області. Ліва притока річки Айдару (басейн Азовського моря).

## Опис
Довжина річки приблизно 10,79 км, найкоротша відстань між витоком і гирлом — 9,09  км, коефіцієнт звивистості річки — 1,19 . Формується декількома безіменними струмками та загатами.

## Розташування
Бере початок на південній околиці села Верхняя Серебрянка. Тече переважно на південний захід через село Нижнюю Серебрянку і на південно-східній околиці села Шарівка впадає у річку Айдар, ліву притоку Сіверського Дінця.
Населені пункти вздовж берегової смуги: Ямки.

## Цікаві факти
- У минулому столітті  на річці у селах Верхняя та Нижняя Серебрянки існували газгольдери та газові свердловини[1][2].